# Chandrás (Lassithi)
Chandrás, en grec moderne : Χανδράς/Χαντράς, est un village du dème de Sitía, en Crète, en Grèce. Selon le recensement de 2011, la population de Chandrás compte 226 habitants. Le village est situé à une altitude de 580 m et à une distance de 30 km de Sitía.

## Recensements de la population
| Recensements | 1900 | 1920 | 1928 | 1940 | 1951 | 1961 | 1971 | 1981 | 1991 | 2001 | 2011 |
| ------------ | ---- | ---- | ---- | ---- | ---- | ---- | ---- | ---- | ---- | ---- | ---- |
| Population   | 438  | 416  | 532  | 609  | 571  | 557  | 433  | 445  | -    | 309  | 226  |